# Wroko Afersi
Wroko Afersi is een voorlichtingsprogramma van het Surinaamse overheid over arbeidszaken. Het begon in de jaren 1980 als een televisieprogramma en werd in 2022 opnieuw gelanceerd op Facebook.
Wroko Afersi werd aan het eind van de jaren 1980 opgezet en is het oudste voorlichtingsprogramma van Suriname. Het wordt uitgevoerd door het ministerie van Arbeid, Werkgelegenheid & Jeugdzaken. Het programma kende relatief veel kijkers en werd in 2010 en later nogmaals rond 2019/2020 uit de lucht gehaald. In augustus 2022 kende het een herlancering op Facebook, waar het in korte tijd meer dan honderd duizend keer bekeken werd. Het wordt sindsdien gepresenteerd door Imro Smith, die coördinator is van de Communicatie Unit van het ministerie. Wekelijks wordt er een nieuw programma gepost.
Het programma geeft voorlichting over arbeidsbescherming, arbeidsverhoudingen en trends op de arbeidsmarkt, zoals over de rechten en plichten van werkgevers en werknemers. Onder meer komen misverstanden in de samenleving aan bod, zoals over de verschillen tussen een minimumuurloon en een loon voor een ongeschoold werknemer. Sinds de voortzetting op sociale media ontstaat er na elk nieuw programma een levendige discussie.